# Подпорожская волость
Подпоро́жская во́лость — волость в составе Лодейнопольского уезда Олонецкой губернии.

## Общие сведения
Волостное правление располагалось в селении Еремеевская (Подпорожье).
В состав волости входили сельские общества, включающие 62 деревни:
- Вонозерское общество
- Каковское общество
- Наволоцкое общество
- Подпорожское общество
- Тереховское общество
- Шеменское общество
- Яндебское общество

На 1890 год численность населения волости составляла 5114 человек.
На 1905 год численность населения волости составляла  5908 человек. В волости насчитывалось 820 лошадей, 1402 коровы и 1727 голов прочего скота.
В ходе реформы административно-территориального деления СССР в 1927 году волость была упразднена. 
В настоящее время территория Подпорожской волости относится в основном к Подпорожскому району Ленинградской области.